# Szonggjungvan Egyetem állomás
Szonggjungvan (Seonggyungwan) Egyetem állomás a szöuli metró 1-es vonalának állomása Kjonggi (Gyeonggi) tartomány Szuvon (Suwon) városában.

## Története
1979-ben nyitották meg az állomást Juldzsonjok (율전역/栗田驛, Yuljeonyeok) néven. 1984-ben a Szongdeapjok (성대앞역/成大앞驛, Seongdaeapyeok) nevet kapta. 1994-ben nevezték el a közeli Szonggjungvan (Seonggyungwan) Egyetemről.

## Viszonylatok
| Ivang (Uiwang) Szöul felé               | Kjongbu (Gyeongbu) szakasz zöld expresszvonat | Szuvon (Suwon) Cshonan (Cheonan) felé                                 |
| Ivang (Uiwang) Szojoszan (Soyosan) felé | Kjongbu (Gyeongbu) szakasz személyvonat       | Hvaszo (Hwaseo) Szodongthan (Seodongtan) és Sincshang (Sinchang) felé |
| Korail                                  |                                               |                                                                       |
| Ivang (Uiwang) Szöul felé               | Kjongbu (Gyeongbu) vonal                      | Hvaszo (Hwaseo) Puszan (Busan) felé                                   |